# Карпинский, Яцек
Яцек Рафал Карпинский (пол. Jacek Rafał Karpiński) (9 апреля 1927, Турин — 21 февраля 2010, Вроцлав) — польский изобретатель и конструктор компьютерной техники.

## Биография
Родился в семье инженера и альпиниста Адама Карпинского. Его мать была профессором спортивной медицины и также альпинисткой.
Во время Второй мировой войны в возрасте четырнадцати лет Карпинский вступил в ряды подпольной организации Серые шеренги, участвовал в разведывательных операциях. Затем он был бойцом батальона Армии Крайовой Зошка, где познакомился с Кшиштофом Камилем Бачинским, выдающимся польским поэтом, вместе с ним
участвовал в Варшавском восстании 1944 г., был ранен в позвоночник и парализован.
Bо многом благодаря стараниям своей матери, Карпинский вновь научился ходить, хотя всю жизнь хромал. Пуля оставалась у него в спине до смерти.
После войны Карпинский окончил школу, а в 1951 году — Варшавский политехнический университет. Сначала он хотел стать композитором, так как очень любил музыку, но в итоге решил изучать электронику.
После окончания университета Карпинский работал на заводе электроники, где сконструировал коротковолновый радиоприемник, оказавшийся настолько удачным, что его использовало польское министерство иностранных дел.
В 1955 году Карпинский начал работать в Польской академии наук, где сконструировал прибор AAH, который увеличивал точность прогнозов погоды на 10 %, а в 1959 году сконструировал компьютер AKAT-1. Это был первый в мире аналоговый компьютер, который мог решать дифференциальные уравнения.
В 1960 году Карпинский стал победителем международного конкурса молодых кибернетиков, организованного ЮНЕСКО. После этого он получил возможность отправиться на два года в США, чтобы стажироваться в Гарвардском университете и Массачусетском технологическом институте.
В 1962 году Карпинский вернулся в ПНР, а в 1964 году он создал персептрон — подключенную к камере искусственную нейронную сеть на базе транзистора, которая могла распознавать показанные ей формы (например, треугольник, нарисованный на листке бумаги) и «учиться». Это было второе подобное устройство в мире.
Однако вскоре в результате интриг Карпинский был вынужден перейти на работу из Академии наук в Институт экспериментальной физики Варшавского университета. Там к 1968 году он сконструировал компьютер KAR-65, который анализировал данные о столкновениях элементарных частиц.
Затем Карпинский начал разрабатывать персональный компьютер. Институт экспериментальной физики не сумел найти финансирование для этого проекта. Но с помощью высокопоставленного британского друга Карпинский получил положительные отзывы британских специалистов, после чего в 1970 г. был создан завод микрокомпьютеров в Варшаве, на котором использовались британские комплектующие и финансирование.
В 1971 году на Международной выставке в Познани был продемонстрирован персональный компьютер K-202, сконструированный Карпинским вместе с командой инженеров, включавшей Збыслава Швая, Эльжбету Езерскую и Кшиштофа Ярославского. Но он стал конкурентом менее совершенного компьютера Odra, производимого польской государственной компанией Elwro.
В итоге в результате интриг в 1973 году производство компьютеров К-202 (всего было произведено лишь 30 единиц) было свёрнуто, а сам Карпинский был уволен. В знак протеста Карпинский и его жена Эва переехали в деревню, где стали разводить свиней и кур.
В 1981 году Карпинскому разрешили эмигрировать, и он уехал в Швейцарию, где создал ручной сканер. Он опередил первые японские аналоги больше чем на год.
В 1990 году Карпинский вернулся в Польшу, чтобы наладить производство своего сканера, но из-за финансовых трудностей это не удалось, и Карпинский даже потерял свой дом в Варшаве. Он переехал жить во Вроцлав, где занимался созданием интернет-сайтов.
За героизм во время Варшавского восстания он был удостоен трех государственных наград: 2 раза «Орден Возрождения Польши» (III и IV класс) и «Крест Храбрых».